# Arturo Barba
Arturo Barba (Cidade do México, 21 de maio de 1973) é um ator mexicano.

## Biografia
Se formou na Centro de Educação Artística da Televisa (CEA) na geração 1993-1995. Sua formação foi desenvolvido com professores como Hugo Arguelles , Aurora Molina , Rosa Maria Bianchi e Salvador Sanchez.  Sua carreira também foi desenvolvido no teatro abrangendo todos os gêneros, teatro clássico, busca, experimental, comerciais e musicais. Também participou de filmes como Zurdo, Efectos secundarios, Desafío, Asteroids. 
Estreou na televisão em 1998, na novela Una luz en el camino. Posteriormente participou de novelas Las vías del amor, Amar otra vez, Yo amo a Juan Querendón, entre outras.
Participou das duas primeiras temporadas da novela El señor de los cielos, sendo este seu papel de maior reconhecimento. 
Em 2014 integrou o elenco da novela Señora Acero.
Em 2015 regressou à Televisa e participou da novela Lo imperdonable.

## Carreira

### Telenovelas
- Amar a muerte (2018-2019) - Beltrán Camacho / Macario "El Chino" Valdés
- La bella y las bestias (2018) - Emanuel Espitia
- La piloto (2017) - Zeki Yilmaz
- Lo imperdonable (2015) - Clemente Martínez
- Señora Acero (2014) - Junio Rafael Acero Benítez
- El señor de los cielos (2013-2014) - Alí Benjumea "El Turco"
- Ni contigo ni sin ti (2011)
- Para volver a amar (2010-2011) - Román Pérez
- Hasta que el dinero nos separe (2009)
- Yo amo a Juan Querendón (2007) - Fernando Lara Lara
- Amar otra vez (2004) - Santiago
- Las vías del amor (2002)
- Maria Belen (2001) - Polo
- Primer amor (2000) - Beto
- El niño que vino del mar (1999)
- Una luz en el camino (1998) - Enrique

### Programas
- Camino de estupideces (2015)
- El encanto del águila (2011) - Pascual Orozco
- Como dice el dicho (2011) - Rodolfo
- Capadocia (2010) - Antonio Garces
- Mujeres asesinas (2009) - Sergio
- Terminales (2008) - Enrique
- Vecinos (2008) - Salvador
- Mujer, casos de la vida real (2005)

### Cinema
- Más sabe el Diablo por viejo (2018) - Hugo Bellamy
- El patriarca (2017) - Bill (post-producción)
- Rumbos paralelos (2016) - Franccesco
- Que pena tu vida (2016) - Ex de Lorena
- Sabrás que hacer conmigo (2015) - Arturo
- Plato para dos (2015) - Ernesto
- Asteroide (2014) - Mauricio Valverde
- Fachon Models (2014) - Marín
- El palacio de las flores (2013) - Luis
- Nos vemos, Papá (2011) - José
- Desafío (2010) - Jack
- VII, Los efectos de las causas (2008)
- Casi divas (2008) - Diretor de cena
- Efectos secundarios (2006) - Adán
- Zurdo (2003) - Tartamudo
- La revancha (1995) - Pancho
- Anoche soñé contigo (1992)

### Teatro
- Bajo reserva (2014)[5]
- Los corderos (2013) - Produtor[6]
- Razones para ser bonita (2013)
- El libertino
- El profesor

## Prêmios e Indicações

### Prêmios Tu Mundo
| Ano  | Categoria                      | Trabalho     | Resultado |
| ---- | ------------------------------ | ------------ | --------- |
| 2015 | Melhor ator de reparto - Serie | Señora Acero | Nominado  |

### Prêmio TVyNovelas
| Ano  | Categoria              | Trabalho      | Resultado |
| ---- | ---------------------- | ------------- | --------- |
| 2019 | Melhor ator co-estelar | Amar a muerte | Venceu    |